# Koroumba
Koroumba est une localité du nord de la Côte d'Ivoire et appartenant au département de Madinani et située à 35 kilomètres de la localité de Madinani, dans la Région du Denguélé. La localité de Koroumba est un chef-lieu de commune et le village où réside le Chef de Canton Fladougou .